# Донегол (аэропорт)
Аэропорт Донегол (англ. Donegal Airport, ирл. Aerphort Dhún na nGall) — гражданский пассажирский аэропорт в Ирландии. Аэропорт находится в 15 минутах езды от Данглоу и в четырёх километрах от посёлка Банбег. В графстве Донегол аэропорт известен также под названием Каррикфинн, от которого происходит код аэропорта в системе IATA — CFN.

## История

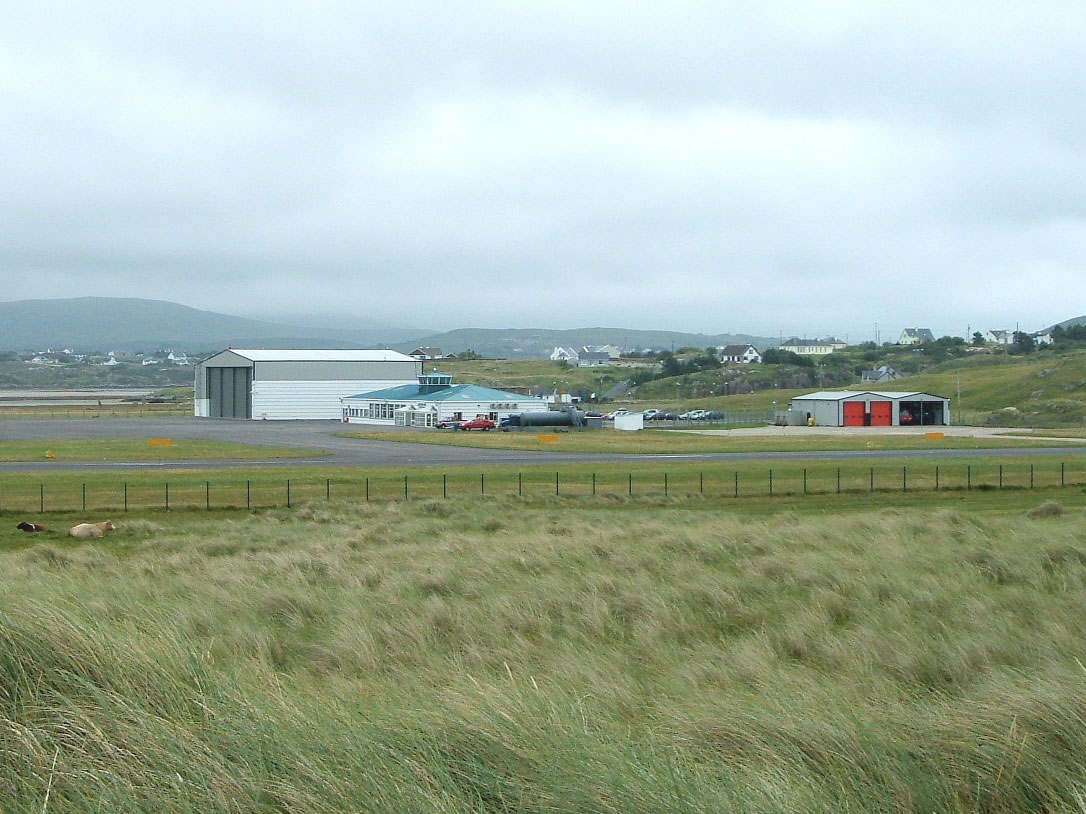
Вид на строения аэропорта

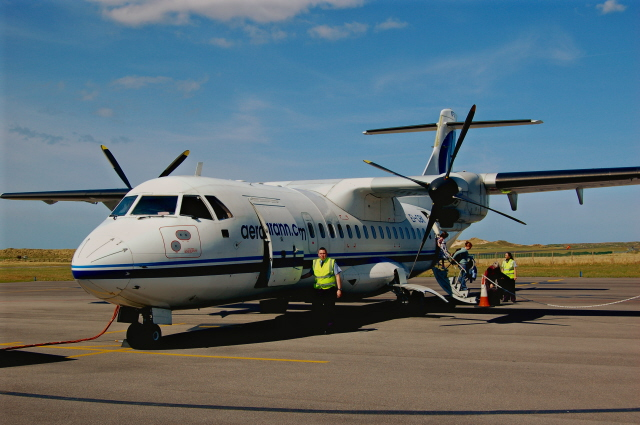
Самолёт Aer Arann прибыл в аэропорт Донегол

К 1980 году на месте будущего аэропорта была грунтовая взлётно-посадочная полоса, которая была оснащена твёрдым покрытием и оборудована временными сооружениями, средства на постройку выделялись правительством Ирландии, частными инвесторами, консульством графства Донегол, Международным фондом Ирландии и Европейским фондом регионального развития. В 1986 году аэропорт начал работу, в 1990-х годах взлётно-посадочная полоса была удлинена до полутора километров, был построен новый терминал, аэропорт получил современные средства навигации.
Единственной авиакомпанией, осуществляющей регулярные рейсы в аэропорт Донегол является Aer Arann. Ежегодно с апреля по сентябрь работают чартерные рейсы до Роттердама, обслуживаемые авиакомпанией VLM Airlines.
Аэропорт Донегол обслуживает также нерегулярные вертолётные рейсы на нефтедобывающие платформы.